# 手塚ちはる
手塚 ちはる（てづか ちはる、1974年10月27日 - ）は、日本の女性声優。アーツビジョン所属。東京都台東区出身。

## 経歴
日本ナレーション演技研究所卒業。

## 人物
役柄としては元気な娘役、影のある少女役を演じる。
趣味・特技はプロ野球観戦、バドミントン、料理。読売ジャイアンツのファン。
アーツビジョン付属日本ナレーション演技研究所出身で、同じ在籍者だった椎名へきる、藤野かほる、矢沢ゆめるとアイドルグループクリスタル・Aを結成していた。
2010年以降新規の仕事が確認されていない

## 出演
太字はメインキャラクター。

### テレビアニメ
1995年
- それいけ!アンパンマン（コアンコラ〈初代〉、ツンツンどり）

1997年
- 吸血姫美夕（鹿島由香利、神魔・鱗劫、部員）
- ミラクル★ガールズ（女子A）
- セイバーマリオネットJ（子供）

1998年
- バトルアスリーテス大運動会（生徒）
- 魔法少女プリティサミー（有美〈ミセスサード〉）
- Only・You ビバ!キャバクラ（西音寺ミーナ）
- 銀河漂流バイファム13（マキ・ローウェル）
- 時空転抄ナスカ（女子生徒）
- serial experiments lain（山本麗華）
- 聖ルミナス女学院（枕木史子）
- 爆走兄弟レッツ&ゴー!! MAX（チビ、ジョージ）

1999年
- ふしぎなメルモ（リニューアル版）（ウィリー）
- A.D.POLICE（カレン・ジョーダン）
- サイボーグクロちゃん（1999年 - 2000年、ミー）
- デビルマンレディー（実咲）
- 天使になるもんっ!（女生徒）
- 日本一の男の魂（なつみ）
- パパと踊ろう（よしはる）

2000年
- 鋼鉄天使くるみ（加賀）

2001年
- X -エックス-（ケン太）
- 激闘!クラッシュギアTURBO（真理野マリモ）
- 爆転シュート ベイブレード（少年D、ジョニー）
- RAVE（ラザーニャ、ホール）

2002年
- Witch Hunter ROBIN（矢野英子、受付）

2004年
- 名探偵コナン（木下加奈子）

2005年
- 陰陽大戦記（オオスミ、侍従）

2006年
- スーパーロボット大戦OG -ディバイン・ウォーズ-（ユーリア・ハインケル）
- Soul Link（セラリア＝マーカライト）

2008年
- バトルスピリッツ 少年突破バシン（ストライカー母）

### 劇場アニメ
- 爆転シュート ベイブレード THE MOVIE 激闘!!タカオVS大地（2002年、シンゴ）

### OVA
- ここはグリーン・ウッド（1993年、愛誠生徒B）
- メルティランサー The Animation（1999年、神城潤[11]）
- Z.O.E 2167 IDOLO（2001年、ヴァイオラ・ギュネー）
- アンパンマンとはじめよう! 生活ステップ1 元気100倍! みんなの1にち（2005年、タオルくん）

### ゲーム
1994年
- 女神天国（知のメガQ）

1996年
- ADVANCED V.G.（久保田潤）
- 金田一少年の事件簿 悲報島 新たなる惨劇（東堂小百合、栗原真奈美）
- グレイテストナイン'96（ウグイス嬢）
- ファイアーウーマン纏組（オレンジ）
- メルティランサー 〜銀河少女警察2086〜（神城潤）
- ワルキューレの伝説 外伝 ローザの冒険（フェアリーズG）

1997年
- アーマード・コア
- 私立ジャスティス学園 LEGION OF HEROES（風間アキラ、EDIT女）
- 同級生2（山本律子）※PS版
- プロ野球グレイテストナイン'97（ウグイス嬢）
- プロ野球グレイテストナイン'97 メークミラクル（ウグイス嬢）
- メルティランサー Re-inforce（神城潤）

1998年
- ADVANCED V.G.2（久保田潤）
- 個人教授（山代有希）
- 仙窟活龍大戦カオスシード（東天転）
- ツアーパーティー 卒業旅行にいこう（橘かおる）
- プリズムコート（歌野晶）
- プロ野球グレイテストナイン'98（ウグイス嬢）
- プロ野球グレイテストナイン'98 サマーアクション（ウグイス嬢）

1999年
- グローランサー（ジュリア・ダグラス）
- 私立ジャスティス学園 熱血青春日記2（風間アキラ）
- 真・魔装機神 PANZER WARFARE（ヘレーナ＝ザンツ＝シュガー）
- メルティランサー The 3rd Planet（神城潤）

2000年
- RPGツクール2000 サンプルゲーム「花嫁の冠」（アネット）
- 燃えろ!ジャスティス学園（風間アキラ）

2001年
- グローランサーII（ジュリア・ダグラス）
- ZONE OF THE ENDERS Z.O.E（ヴァイオラ・ギュネー）

2002年
- 帰ってきたサイボーグクロちゃん（ミー）
- フーリガン〜君のなかの勇気〜（ヴィクトリア）
- デュアルハーツ（ファニー）

2003年
- ANUBIS ZONE OF THE ENDERS（ヴァイオラAI）

2005年
- グリーングリーン3 ハローグッバイ（美杉舞）

2007年
- スーパーロボット大戦OG ORIGINAL GENERATIONS（ユーリア・ハインケル）

2013年
- 鬼武者Soul（風間アキラ）※ライブラリ音声

### ドラマCD
1991年
- 花のあすか組!1（九楽あすか）

1992年
- 花のあすか組!2（九楽あすか）

1994年
- 蓬萊学園の初恋!（生徒）

1995年
- 少年濡れやすく恋成りがたし（隣の女）

1996年
- メルティランサー イースタンメトロポリス事件ファイル（神城潤）

1998年
- 私立ジャスティス学園ドラマアルバム〜ねらわれた太陽学園熱血死闘編〜（風間あきら）
- ももいろシスターズ2 大いなる結婚“寿”（ももこ先生）

2000年
- 愛していると言ってくれ。（信夫悠二〈子供時代〉）
- 花ざかりの君たちへ（中央千里）

2001年
- sense off 〜a scared story in the wind〜（塔馬依子）

2002年
- 花ざかりの君たちへII（中央千里）

2005年
- Soul Link（セラリア＝マーカライト）

2008年
- メイド刑事（ニキータ）

2010年
- ドラマCD グローランサー（ジュリアン / ジュリア・ダグラス）

### 吹き替え

#### 映画
- チャーリーと14人のキッズ
- バレンタイン（ペイジ・プレスコット〈デニス・リチャーズ〉）
- ルール2（サンドラ〈ジェシカ・コーフィール〉）

#### ドラマ
- エンジェル（コーディリア・チェイス〈カリスマ・カーペンター〉）
- バフィー 〜恋する十字架〜（コーディリア・チェイス〈カリスマ・カーペンター〉）

### ラジオ
- パキパキパラダイス（TBSラジオ・かかずゆみと共にパーソナリティーを務めた公開録音番組）
- NEXT MUSIC
- カーニバルだよ、ちはる組
- ちはる・愛日の今夜もいっぱい!?
- 石黒寛です。みんな元気か!

### その他コンテンツ
- 声♥遊倶楽部（「るるる」のメンバーの一人）

## ディスコグラフィ

### シングル
- NIPPONの未来（「るるる」名義）
- DIVE INTO CARNIVAL（ラジオ「カーニバルだよ、ちはる組」オープニング＆エンディング）

### アルバム
- Precious Time

### ユニットメンバー
1. ↑  椎名へきる、手塚ちはる、藤野かほる、矢沢ゆめる